# Osos Buddy

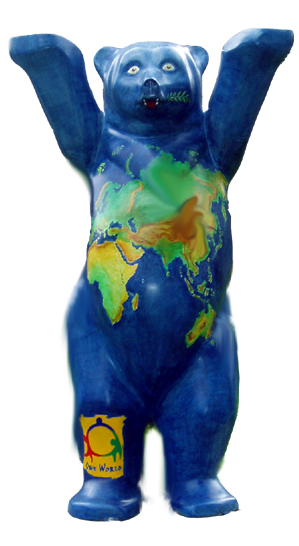
Oso Buddy: Un mundo … un sueño….

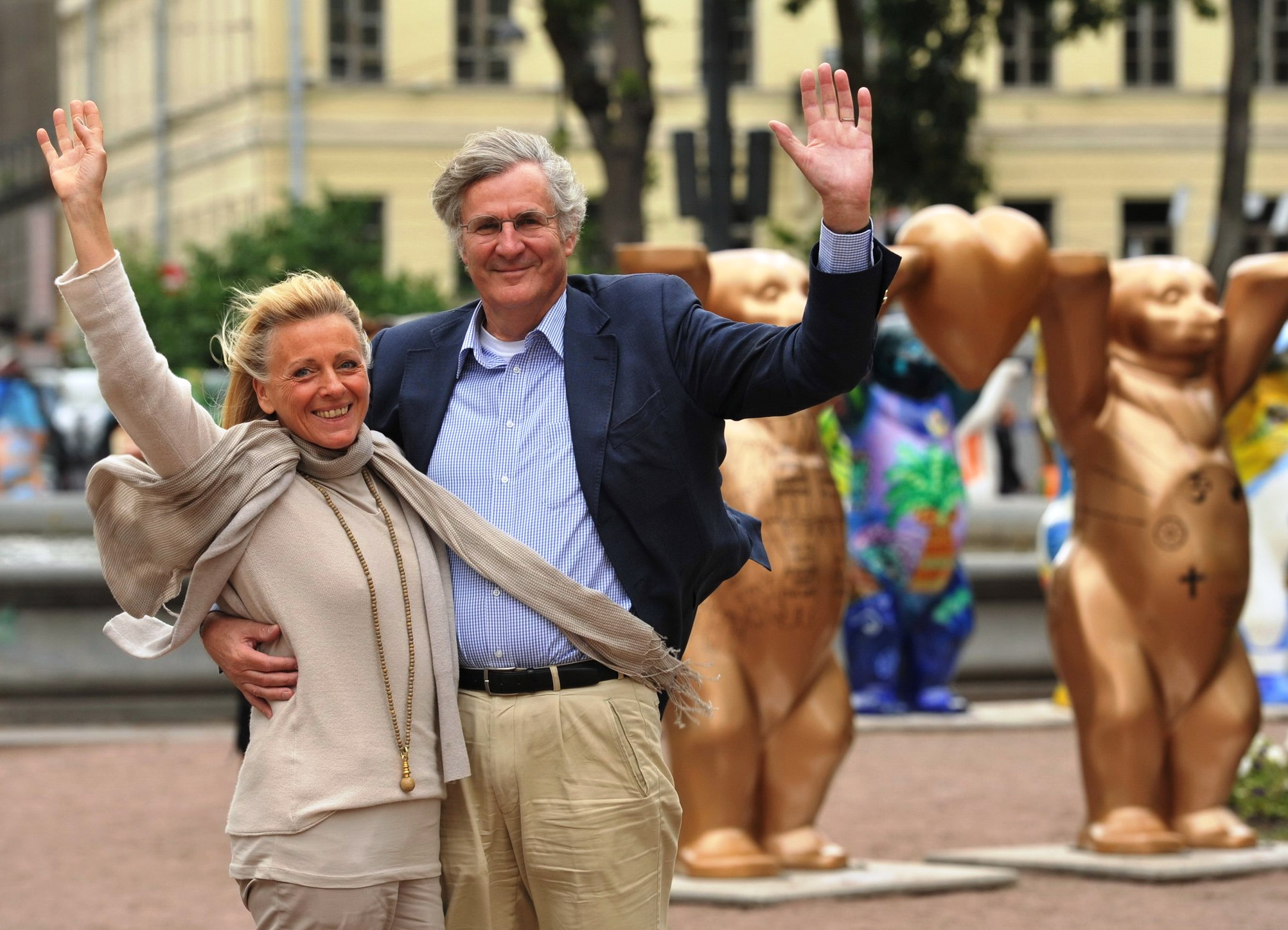
Eva y Klaus Herlitz son los iniciadores de las exposiciones internacionales de los United Buddy Bears

El Oso Buddy (en inglés: Buddy Bear, alemán: Buddy Bär) es una escultura de oso de tamaño real, de material sintético reforzado con fibras de vidrio. Cada escultura está pintada con un diseño individual. Eva y Klaus Herlitz crearon la escultura de oso en el año 2001, en estrecha cooperación con el escultor austriaco Roman Strobl. En el mismo año se pintaron más de 300 Osos Buddy, y se colocaron en plazas y calles centrales de Berlín.
En el año 2002 se concretó otra idea, aún más amplia: el círculo de United Buddy Bears.

## United Buddy Bears
Bajo el lema de "Tenemos que llegar a conocernos mejor los unos a los otros, comprendernos mejor, confiar más el uno en el otro y vivir juntos con más paz y armonía", los osos promueven la tolerancia, la comprensión y la paz entre las naciones del mundo. Ban Ki Moon, secretario general de las Naciones Unidas (ONU), afirmó que las exposiciones de United Buddy Bears son "una muestra de la gran creatividad de los artistas de países muy distintos entre sí" y que, por lo tanto, los osos son "mensajeros de la armonía y de la paz en el mundo".
El proyecto se presentó por primera vez en el verano europeo de 2002 en la plaza Pariser Platz de Berlín. La exposición fue inaugurada por el alcalde Klaus Wowereit. Los invitados más conspicuos presentes durante la primera exposición fueron el expresidente alemán Johannes Rau y el embajador mundial de UNICEF, Sir Peter Ustinov.
El círculo de United Buddy Bears se compone en muchos casos de más de 150 osos, de los cuales cada uno representa a un estado reconocido por las Naciones Unidas (ONU), y lleva el diseño de un artista del respectivo país. Los osos generalmente están colocados en círculo u óvalo, al que los organizadores también denominan el arte de la tolerancia. La exposición normalmente es gratuita, y por las mañanas puede ser visitada por grupos de estudiantes. La cantidad de personas que ya han visitado las exposiciones en todo el mundo supera los 45 millones.
Arte: Cada Oso Buddy ha sido creado por un artista para su país natal. Los diferentes estilos de los artistas internacionales se unen en alegre hermandad para formar una obra de arte colectiva que transmite alegría de vivir.
Mensaje: El variado diseño de los Osos Buddy, en el que está representado lo más típico de cada país, le hace vivir al visitante un viaje alrededor del globo y le proporciona mucha información sobre cada uno de los países, para sentar así las bases de una mejor convivencia entre naciones. Con la simbología del círculo se quiere fomentar la tolerancia y la convivencia pacífica.

## Gira mundial
El círculo de United Buddy Bears fue presentado por primera vez en Berlín en 2002 y 2003, al lado de la Puerta de Brandeburgo antes de salir de gira mundial. La exposición es una iniciativa privada de Eva y Klaus Herlitz. Desde el comienzo de la gira, la exposición ha sido expuesta en los siguientes lugares.:
| Año                             | Imagen | País            | Ciudad, lugar de exposición                              | Patrocinador e inaugurantes |
| ------------------------------- | ------ | --------------- | -------------------------------------------------------- | --- |
| 2002 junio - noviembre          |        | Alemania        | Berlín, junto a la Puerta de Brandeburgo, Plaza de París | Joschka Fischer, Ministro federal de Asuntos Exteriores Klaus Wowereit, Alcalde de Berlín. |
| 2003 julio - noviembre          |        | Alemania        | Berlín, junto a la Puerta de Brandeburgo, Plaza de París | Sir Peter Ustinov, Artista y Embajador mundial de UNICEF. |
| 2004 enero - febrero            |        | Austria         | Kitzbühel                                                | Benita Ferrero-Waldner, Ministra de Asuntos Exteriores de Austria Horst Wendling, Alcalde de Kitzbühel. |
| 2004 mayo - junio               |        | Hong Kong       | Hong Kong, Victoria Park                                 | Jackie Chan, Artista y Embajador de buena voluntad de UNICEF Patrick Ho, Secretario del Interior de Hong Kong. |
| 2004 / 2005 diciembre - enero   |        | Turquía         | Estambul, Tepebaþý Pera Square, Beyoğlu                  | Ahmet Misbah Demircan, alcalde de Beyoğlu Rainer Möckelmann, cónsul general alemán en Estambul. |
| 2005 abril - mayo               |        | Japón           | Tokio, Roppongi Hills                                    | Jun'ichirō Koizumi, primer ministro de Japón Horst Köhler, Presidente de la República Federal Alemana. |
| 2005 octubre - noviembre        |        | Corea del Sur   | Seúl, Parque Olímpico de Seúl                            | Mensajes de bienvenida del Ministro de Asuntos Exteriores en Corea, Ban Ki-moon. |
| 2006 marzo - abril              |        | Australia       | Sídney, Ópera de Sídney – Circular Quay                  | John Howard, primer ministro de Australia Ken Done, Artista y Embajador Nacional de UNICEF. |
| 2006 junio - julio              |        | Alemania        | Berlín, Bebelplatz                                       | Heidemarie Wieczorek-Zeul, Ministra de Cooperación Económica y Desarrollo Karin Schubert, Alcaldesa de Berlín Mia Farrow, Artista y Embajadora de buena voluntad de UNICEF.                                                               |
| 2006 septiembre - octubre       |        | Austria         | Viena, Karlsplatz                                        | Grete Laska, Comisionado del alcalde de Viena Karin Schubert, Alcaldesa de Berlín Christiane Hörbiger, actriz y Embajadora Nacional de UNICEF.                                                                                            |
| 2007 abril - mayo               |        | Egipto          | El Cairo, Isla Gezira Zamalek                            | Suzanne Mubarak, Primera dama de Egipto Hans-Dietrich Genscher, Ministro de Asuntos Exteriores de la RFA entre 1974 y 1992 Abdel Azim Wazir, gobernador de El Cairo.                                                                      |
| 2007 agosto - septiembre        |        | Israel          | Jerusalén, Plaza Safra                                   | Tzipi Livni, Ministra de Asuntos Exteriores de Israel Yigal Amedi, Comisionado del alcalde de Jerusalén Iris Berben, actriz de Alemania y Campeona de Women's World Award 2004.                                                           |
| 2008 mayo - junio               |        | Polonia         | Varsovia, Plac Zamkowy                                   | Hanna Gronkiewicz-Waltz, Alcaldesa de Varsovia Klaus Wowereit, alcalde de Berlín Anne Hidalgo, Comisionado de Alcalde de París. |
| 2008 julio - agosto             |        | Alemania        | Stuttgart, Schlossplatz                                  | Wolfgang Schuster, Lord Mayor de Stuttgart. |
| 2008 octubre                    |        | Corea del Norte | Pionyang, Moran Hill, Junto a la Estatua de Kim-Il-Sung  | Mun Jae Chol, Ministro de Asuntos Exteriores de Corea del Norte Thomas Schäfer, Embajador alemán en Corea del Norte |
| 2009 marzo - abril              |        | Argentina       | Buenos Aires, Plaza San Martín                           | Mauricio Macri, Jefe de Gobierno de la Ciudad de Buenos Aires Hernán Lombardi, Ministro de Cultura. |
| 2009 mayo - junio               |        | Uruguay         | Montevideo, Plaza Independencia                          | Tabaré Vázquez, Presidente de Uruguay Ricardo Ehrlich, Intendente municipal de Montevideo Bernhard Graf von Waldersee, Embajador alemán en Uruguay.                                                                                       |
| 2009 / 2010 noviembre - abril   |        | Alemania        | Berlín, Estación Central, Indoor                         | Ursula von der Leyen, Ministra Federal de Familia Dennenesch Zoudé, actriz de Alemania y Embajadora especial de los United Buddy Bears.                                                                                                   |
| 2010 mayo - julio               |        | Kazajistán      | Astaná, Junto a la Torre de Bayterek                     | Imangali Tasmagambetov, Akim de Astaná Rainer Schlageter, Embajador alemán en Kazajistán. |
| 2010 septiembre - octubre       |        | Finlandia       | Helsinki, Plaza del Senado                               | Jussi Pajunen, alcalde de Helsinki Peter Scholz, Embajador alemán en Finlandia. |
| 2011 abril - mayo               |        | Bulgaria        | Sofía, Catedral de Sveta-Nedelya                         | Yordanka Fandakova, Alcaldesa de Sofía Klaus Wowereit, Alcalde de Berlín Matthias Martin Höpfner, Embajador alemán en Bulgaria. |
| 2011 junio - octubre            |        | Alemania        | Berlín, Kurfürstendamm                                   | Klaus Wowereit, alcalde de Berlín Monika Thiemen, Alcaldesa de Charlottenburg-Wilmersdorf. |
| 2011 - 2012 diciembre - febrero |        | Malasia         | Kuala Lumpur, Pavilion KL, Bukit Bintang                 | Sultan Sharafuddin Idris Shah, Sultán de Selangor Ahmad Fuad Ismail, alcalde de Kuala Lumpur. |
| 2012 marzo - mayo               |        | India           | Nueva Delhi, Connaught Place                             | Sheila Dikshit, Ministro Jefe de Delhi Klaus Wowereit, alcalde de Berlín. |
| 2012 junio - agosto             |        | Rusia           | San Petersburgo, Alexander Garden - Plaza del Palacio    | Patrocinador: Joachim Gauck, Presidente de Alemania Inauguración por: Dmitry Mesphiev, Ministro de Cultura Ulrich Brandenburg, Embajador alemán en Rusia.                                                                                 |
| 2012 octubre - noviembre        |        | Francia         | París, Torre Eiffel - Campo de Marte                     | Guido Westerwelle, Ministro federal de Asuntos Exteriores Bertrand Delanoë, Alcalde de París Pierre Schapira, Diputado al Parlamento Europeo.                                                                                             |
| 2014 mayo - julio               |        | Brasil          | Río de Janeiro, Copacabana - Leme                        | Eduardo Paes, alcalde de Río de Janeiro Jürgen Trittin, exministro de Alemania Harald Klein, cónsul general alemán en Río de Janeiro. |
| 2015 enero - marzo              |        | Cuba            | La Habana, Plaza San Francisco de Asís                   | Eusebio Leal, Historiador de la ciudad de La Habana Peter Scholz, Embajador alemán en Cuba Eva y Klaus Herlitz, Iniciadores de las exposición.                                                                                            |
| 2015 abril - junio              |        | Chile           | Santiago de Chile, Vitacura, Parque Bicentenario.        | Heraldo Muñoz Valenzuela, Ministro de Relaciones Exteriores de Chile Edgardo Riveros Marín, Subsecretaría de Relaciones Exteriores de Chile Hans Henning Blomeyer-Bartenstein, Embajador alemán en Chile.                                 |
| 2016 agosto - octubre           |        | Malasia         | Penang, George Town                                      | Lim Guan Eng, Ministro Principal de Penang |
| 2017 /2018 diciembre - enero    |        | Alemania        | Berlín, Walter-Benjamin-Platz                            | Patrocinador: Marianne von Weizsäcker Sawsan Chebli, Alcaldesa de Berlín Eva y Klaus Herlitz, Iniciadores de las exposición |
| 2018 julio - agosto             |        | Letonia         | Riga, Plaza Dóm                                          | Patrocinador: Heiko Maas, Ministro de Asuntos Exteriores de Alemania Inauguración por: Nils Ušakovs, alcalde de Riga Dace Melbārde, Ministro de Cultura                                                                                   |
| 2019 abril - mayo               |        | Guatemala       | Antigua, Parque Central                                  | Sandra Jovel, Ministra de Relaciones Exteriores Susana Asencio Lueg, Alcaldesa de Antigua Harald Klein, Embajador alemán en Guatemala |
| 2019 mayo - junio               |        | Guatemala       | Ciudad de Guatemala, Plaza de la Constitución            | Sandra Jovel, Ministra de Relaciones Exteriores Ricardo Quiñónez Lemus, alcalde de Ciudad de Guatemala Harald Klein, Embajador alemán en Guatemala                                                                                        |
| 2020 /2023 julio - septiembre   |        | Alemania        | Berlín, Tierpark Berlin                                  | Patrocinador: Michael Müller, Alcalde de Berlín Patrocinador y Inauguración por: Franziska Giffey, Ministerio Federal de Familia Andreas Knieriem, El director del Zoológico de Berlín Eva y Klaus Herlitz, Iniciadores de las exposición |
| 2024 mayo - julio               |        | Eslovenia       | Liubliana , Plaza de la República                        | Patrocinador y Inauguración por: Urška Klakočar Zupančič, presidenta de la Asamblea Nacional de Eslovenia Klaus Herlitz, Iniciador de las exposición                                                                                      |

En el otoño austral de 2009, la exposición tuvo lugar en la Plaza San Martín de Buenos Aires. Fue la decimosexta exposición, y por primera vez el proyecto pudo exhibirse en Sudamérica. La inauguración la realizó el alcalde Mauricio Macri y tocó la filarmónica Banda Sinfónica de la Ciudad de Buenos Aires. En mayo de 2009 se empalma la siguiente exposición en Montevideo (Uruguay). La fiesta de inauguración de la exposición United Buddy Bears - Cultura par la Paz en la Plaza Independencia fue presidida por el Dr. Tabaré Vázquez, Presidente de Uruguay y el intendente de municipal Ricardo Ehrlich.
En noviembre de 2018 tuvo lugar la Cumbre Iberoamericana en Antigua  (Guatemala), ciudad del patrimonio cultural de la humanidad, una conferencia en la que se reunieron 22 jefes de Estado y de Gobierno de los países americanos y de la península ibérica. Alemania participó como invitado de honor. Como regalo de Alemania, en nombre de la canciller alemana Angela Merkel, el embajador alemán Harald Klein entregó un oso Buddy. De abril a junio de 2019 tendrá lugar la primera "exposición doble" de United Buddy Bears en un país: en primer lugar, en la anterior capital de Guatemala ubicada en la meseta central, Antigua, en la Plaza Mayor y, a continuación, en la capital actual, a solo 50 km de distancia, Ciudad de Guatemala, en la Plaza de la Constitución.
En cada ciudad, las exposición están apoyadas por el Gobierno, el Ministerio de Relaciones Exteriores, los Alcaldes y las organizaciones de UNICEF.
jefes de Estado, como el primer ministro japonés Jun'ichirō Koizumi, el presidente Federal alemán Horst Köhler, la primera dama de Egipto Suzanne Mubarak, así como los embajadores de buena voluntad de UNICEF Sir Peter Ustinov, Jackie Chan y Mia Farrow, han inaugurado estas exposiciones en todo el mundo.

## Destaques principales con dimensión política
- Berlín 2003: después de haber visitado la exposición en Berlín 2002, Sir Peter Ustinov insistió en que Irak debería ser incluida en el círculo de United Buddy Bears en el futuro. En 2003, Irak participó en el círculo por primera vez y Ustinov dio el discurso de apertura de la exposición con la presencia de más de 70 embajadores.
- Hong Kong 2004: Jackie Chan estuvo en la exposición en Berlín en 2003. De acuerdo con su iniciativa, los International Bears viajaron a Hong Kong un año más tarde. Chan se convirtió en el patrón de este evento. Más de 3000 personalidades del mundo de la política, economía y la cultura tomaron parte en la ceremonia de apertura.[51]
- Seúl 2005: en el período previo a la exposición en Corea del Sur, dos artistas recibieron el permiso para viajar de Corea del Norte hacia Alemania a través de Pekín, a fin de diseñar un oso United Buddy en Berlín, en nombre de su país. Por lo tanto, fue posible que tanto Corea del Sur como Corea del Norte representaran a su país por primera vez durante una exposición de arte.
- Jerusalén 2007: todos los países del Mundo Árabe están representados en el círculo de las 132 naciones, con un oso de Palestina en pie, al igual que todos los demás, por la primera vez.
- Pionyang 2008: fue la primera exposición en Corea del Norte que estuvo abierta a todo el mundo. Según la información oficial, se contó con unos 100.000 visitantes semanalmente.[52]
- Río de Janeiro 2014 - "Avenida de los Osos": Los 145 osos de vivos colores embellecen el paisaje y promueven la tolerancia y la amistad entre las naciones en una exposición itinerante que, ahora, tiene por sede a Río de Janeiro. Miden dos metros y representan a diversos países y culturas del mundo. Los "Buddy Bears" con las patas delanteras levantadas son el emblema de la ciudad de Berlín. Su llegada a Río de Janeiro estuvo marcada por la controversia desde el comienzo, ya que la FIFA no permite otro tipo de propaganda, a no ser las de sus propios patrocinadores ni en estadios mundialistas ni en los paseos de los hinchas de fútbol.[53][54]
- 2015 La Habana: El proyecto, de iniciativa privada, llegó a La Habana en 2015 como símbolo de la paz, de la libertad, de la democracia y del entendimiento entre los pueblos.
- Santiago de Chile 2015: Heraldo Muñoz Valenzuela: "Y felicito de manera especial a los organizadores y a todos quienes apoyan esta loable iniciativa, la que no sólo despliega belleza artística en cada ciudad que ha visitado, sino que también nos invita a conocernos mejor y fortalecer confianzas con miras a construir sociedades más justas y prósperas."

## Beneficencia
Las actividades de los Osos Buddy y la ayuda para niños necesitados han llegado a ser unidad inseparable. Hasta ahora se han recaudado 2,5 millones de euros (a diciembre de 2022) con donativos y subastas para UNICEF y organizaciones locales de ayuda para niños. Durante y al final de la vuelta al mundo se subastarán los Osos Buddy a favor de niños necesitados.

## Obras publicadas
- Herlitz, Eva & Klaus, Buddy Bear Berlin Show. NeptunArt Publisher, 2001. ISBN 3-85820-152-9.
- Herlitz, Eva & Klaus, United Buddy Bears — Die Kunst der Toleranz. Bostelmann & Siebenhaar Publishers, 2003. ISBN 3-936962-00-6.
- Herlitz, Eva & Klaus, United Buddy Bears — World Tour. NeptunArt Publisher, 2006. ISBN 3-85820-189-8.
- Herlitz, Eva & Klaus, United Buddy Bears — The Art of Tolerance, 2009. ISBN 978-3-00-029417-4.
- Herlitz, Eva & Klaus: Buddy Bear Berlin, 4th edition, December 2015, ISBN 978-3-00-038736-4.